# Чарльз Ксавьер (киноперсонаж)
Ча́рльз Фрэ́нсис Ксавье́р (англ. Charles Francis Xavier), также известный как Профе́ссор Икс (англ. Professor X) — вымышленный персонаж серии фильмов о Людях Икс производства 20th Century Fox, основанный на одноимённом персонаже Marvel Comics. В оригинальной трилогии роль Чарльза Ксавьера исполнил британский актёр сэр Патрик Стюарт, также сыгравший эпизодическую роль в фильмах «Люди Икс: Начало. Росомаха» 2009 года и «Росомаха: Бессмертный» 2013 года и одну из главных ролей в картине «Логан» 2017 года. В фильмах-приквелах молодого Ксавьера сыграл Джеймс Макэвой. Оба актёра воплотили образ Профессора Икс на экране в картине «Люди Икс: Дни минувшего будущего» 2014 года. Стюарт повторил роль Чарльза Ксавьера в фильме «Доктор Стрэндж: В мультивселенной безумия» 2022 года, сыграв альтернативную версию персонажа.
Чарльз Ксавьер — борец за права мутантов, стремящийся достичь мира между ними и обычными людьми. В молодости он, в результате несчастного случая, оказался прикован к инвалидном креслу. Несмотря на физическую инвалидность, Профессор Ксавьер обладает гениальным интеллектом, а также является одним из самых могущественных телепатов на планете. В своём особняке он построил «Школу для одарённых подростков», дабы обучить молодых мутантов использовать их дар во благо.
И Стюарт, и Макэвой получили всеобщее признание за роль Ксавьера, ставшего одним из самых популярных персонажей кинокомиксов.

## Создание образа

### Первое появление персонажа
Профессор Икс был создан сценаристом Стэном Ли и художником Джека Кёрби, дебютировав в The X-Men #1 в 1963 году. По словам Ли, прообразом Чарльза Ксавьера с точки зрения внешнего вида выступил Юл Бриннер, американский актёр и обладатель премии «Оскар». Влияние на образ Ксавьера также оказал Мартин Лютер Кинг, тогда как философия его заклятого врага, Эрика Леншерра основывалась на взглядах Малкольма Икс. В интервью 2008 года Ли признался, что изначально планировал сделать Ксавьера и Магнето братьями.
По словам сценариста Криса Клэрмонта, прообразом Профессора Икса выступил Давид Бен-Гурион, тогда как Магнето был основан на Менахеме Бегине. При этом Клэрмонт отметил: «На сегодняшний день в интернете ходит много разговоров о том, что Магнето подменяет Малкольма Икс, а Ксавьер — Мартина Лютера Кинга, что совершенно справедливо, но для меня, белого иммигранта, было бы невероятно самонадеянно проводить подобную аналогию. Схожую аналогию можно провести с [премьер-министром Израиля] Менахемом Бегином в роли Магнето, эволюционировавшего за свою жизнь от террориста в 1947 году до лауреата Нобелевской премии мира 30 лет спустя».
Также Клэрмонт высказался о параллелях между Малкольмом Икс и Мартином Лютером Кингом-младшим: «Это было не так давно [в 1970-х]. Прошло всего несколько лет с момента этих убийств. В некотором роде казалось, что это [сравнение] было бы слишком грубо. Моё отношение к Магнето и Ксавьеру скорее связано с Холокостом. Как бы вы отреагировали на столкновение лицом к лицу со злом? В случае с Магнето это было насилие, порождающее насилие. В случае с Ксавьером это была постоянная попытка найти лучший путь… Когда мы отдалились от 60-х, в дело вступил резонанс Малкольма Икс-Мартина Лютера Кинга-Манделы. Просто так получилось».

### Ранние попытки адаптации в кино
В 1984 году, сценаристы и главные редакторы Marvel Comics Джерри Конвей и Рой Томас написали сценарий к фильму «Люди Икс», в то время, когда правами на экранизацию владела Orion Pictures, однако производство картины приостановилось, когда студия столкнулась с финансовыми трудностями. С 1989 по 1990 год Стэн Ли и Крис Клермонт вели переговоры с Carolco Pictures о разработке фильма о Людях Икс. На тот момент продюсером ленты должен был выступить Джеймс Кэмерон, а режиссёром — Кэтрин Бигелой. Также Бигелоу написала черновой вариант сценария, в то время как Боб Хоскинкс рассматривался на роль Росомахи, а роль Шторм могла исполнить Анджеле Бассетт. Сделка сорвалась, поскольку Стэн Ли подтолкнул Кэмерона переключить внимание на создание фильма о Человеке-пауке. Carolco обанкротилась, в результате чего права на экранизацию вернулись к Marvel. В декабре 1992 года, Marvel провела безрезультатные переговоры с Columbia Pictures относительно продажи прав собственности Между тем, Ави Арад продюсировал мультсериал «Люди Икс» для канала Fox Kids. Руководству 20th Century Fox понравился анимационный проект, в связи с чем продюсер Лорен Шулер Доннер приобрела права на экранизацию в 1994 году, привлекая Эндрю Кевина Уокера для написания сценария.
По сюжету сценария Уокера, Профессор Икс вербовал Росомаху в команду Людей Икс, состоящую из: Циклопа, Джин Грей, Человека-льда, Зверя и Ангела. Братство мутантов, возглавляемое Магнето, включало: Саблезубого, Жабу, Джаггернаута и Пузыря. Они намеревались захватить Нью-Йорк, тогда как Генри Питер Гайрич и Боливар Траск атаковали Людей Икс роботами Стражами. В предыстории Магнето упоминалось, что он являлся причиной Аварии на Чернобыльской АЭС. Также в сценарии фигурировали Икс-коптер и Комната опасности. В июне 1994 года Уокер предоставил второй вариант сценария. Лаэта Калогридис, Джон Логан, Джеймс Шеймус и Джосс Уидон принимали участие в доработке материала. В сценарии Уидона присутствовала Комната опасностей, а в финале Джин принимала роль Феникса Согласно Entertainment Weekly, этот сценарий был отклонён из-за «остроумного подхода Уидона ссылаться на поп-культуру, который не сочетался с более серьёзным видением». В итоговой версии сохранилось только два диалога, написанных Уидоном. В 1996 году, Майкл Шейбон предоставил FOX 6-страничный сценарий к фильму. Сюжет, по большей части, вращался вокруг персонажей Росомахи и Джубили. Помимо них в команде состояли: Профессор Икс, Циклоп, Джин Грей, Ночной Змей, Зверь, Человек-лёд и Шторм. По задумке Шейбона, злодеи должны были появиться только в сиквеле.

### Кастинг и исполнение
Режиссёр «Людей Икс» Брайан Сингер видел в роли Чарльза Ксавьера исключительно сэра Патрик Стюарт, не рассматривая кандидатуры других актёров. Стюарт, сыгравший другого культового персонажа из поп-культуры, капитана Жана-Люка Пикара в сериале «Звёздный путь: Следующее поколение» столкнулся с трудностями в поисках других ролей. Тем не менее, в конце 1990-х он согласился сыграть во многом похожего на Пикара Ксавьера. Первоначально, актёр не хотел сниматься в ещё одной крупной франшизе, однако был заинтригован в работе с Брайаном Сингером. В то время как Сингер работал над привлечением Стюарта к роли Профессора Икс, персонажа также хотели сыграть Теренс Стэмп и Майкл Джексон. Стюарт объявил о своём намерении покинуть франшизу «Людей Икс» после выхода «Логана», последнего фильма, где он исполнил роль Ксавьера.
Аналогичным образом, Джеймс Макэвой являлся главным кандидатом на роль молодого Чарльза Ксавьера режиссёра картины «Люди Икс: Первый класс» Мэттю Вона. Макэвой стал первым актёром, с которыми заключили контракт на участие в проекте, поэтому он прошёл пробы с кандидатами на роль Магнето, чтобы режиссёр смог найти лучшую химию между персонажами. МакЭвой признался, что в детстве не читал комиксов о команде мутантов, однако в возрасте 10 лет был большим фанатом мультсериала «Люди Икс» 1992 года. Актёр описал взрослого Чарльза Ксавьера как «монаха… бескорыстного, неэгоистичного, практически асексуальную силу для улучшения человечества и смертных». В то же время, Макэвой отметил, что молодой Ксавьер был совсем другим человеком: «Забавно, что он выступает полной противоположностью этого человека — упивающийся своим эго, озабоченный самонадеянный чувак». Актёр согласился с тезисом о сходстве между Ксавьером / Магнето и Мартином Лютером Кингом-младшим / Малкольмом Икс, заявив, что фильм был «чем-то вроде знакомства с ними в тот момент, когда они только осознают, кем являются на самом деле, а вы наблюдаете за теми событиями, которые сделали их теми, кто они есть». МакЭвой избегал какого-либо подражания игре Патрика Стюарта в роли Ксавьера, поскольку Вон сказал ему и Майклу Фассбендеру использовать в качестве вдохновения только намёк на старую дружбу Ксавьера и Магнето в других фильмах. Вон заявил, что, поскольку он считал Профессора Икс «немного набожным, ханжеским скучным персонажем с огромной силой», молодого Ксавьера он намеревался показать более интересным, «сделав из него хулигана, который станет более ответственным в течение миссии по поиску большего количества мутантов». В 2014 году, в интервью The Huffington Post Макэвой заявил, что станет тем самым Профессором Икс в фильме «Люди Икс: Апокалипсис», где впервые облысеет.

## Биография вымышленного персонажа

### Ранняя жизнь
Чарльз Ксавьер родился мутантом, пробудившим свои способности телепата уже в юном возрасте. Будучи ребёнком, Чарльз познакомился с Рэйвен Дархольм, девочкой-мутантом, способной изменять внешность, когда та попыталась украсть еду из его дома. Семья Ксавьера приютила девочку и между ними сформировались братско-сестренские отношения. Годы спустя, молодой Чарльз получил докторскую степень после исследования генетической мутации в Оксфорде, чем привлёк внимание агента ЦРУ Мойры МакТаггерт. Центральное разведывательное управление предоставило ему доступ к Церебро, которое он использовал для поиска и вербовки других мутантов для правительства. Примерно в то же время он познакомился с Эриком Леншерром, которого спас от утопления во время неудачной попытки убить Себастьяна Шоу. Ксавьер и Леншерр подружились и вместе отыскали мутантов для ЦРУ. С формированием команды, Шоу и Клуб Адского Пламени атаковали объект ЦРУ, убив всех прикреплённых к заданию агентов, включая одного из новобранцев Ксавьера, и убедили другого дезертировать. Выживших Ксавьер перевёз в свой особняк в Вестчестер, штат Нью-Йорк, чтобы обучать их как независимую команду оперативников для предотвращения ядерной войны между США и СССР в результате Карибского кризиса. В ходе противостояния с Клубом Адского Пламени, Ксавье не удалось убедить Леншерра отказаться от мести к беспомощному Шоу. Также Леншерр перенаправил ракеты обратно в выпустившие их корабли. Когда МакТаггерт попыталась пристрелить Эрика, тот отклонил одну из пуль в нижнюю часть позвоночника своего друга, в результате чего Чарльз лишился возможности ходить. После этого пути Ксавьера и Леншерра, взявшего псевдоним Магнето, разошлись. Помимо этого, Ксавьер разорвал связи с правительством США и превратил свой особняк в «Школу для одарённых подростков».

### Оригинальный таймлайн
В связи с событиями фильма «Люди Икс: Дни минувшего будущего» серия фильмов о Людях Икс разветвляется на две отдельные временные шкалы, начиная с 1973 года. В оригинальной временной шкале Ксавьер помог эвакуировать детей-мутантов, которых полковник Уильям Страйкер держал в плену на Три-Майл-Айленде. Среди них был молодой Скотт Саммерс. В дальнейшем Ксавьер и Леншерр навестили Джин Грей, девушку-мутанта невероятной силы, и убедили её поступить в «Школу Ксавьера для одарённых подростков». Незадолго до событий «Людей Икс» 2000 года, Магнето обнаружил, что Ганс фон Шанк, нацистский военный преступник, в котором он признал одного из своих главных мучителей в Освенциме, находился в заключении. Леншерр ворвался в тюремную камеру старика, чтобы убить его, но появившийся Ксавьер отговорил Магнето. Тем не менее, «милосердие» Магнето оказалось уловкой, поскольку вскоре после этого он тайно отправил своего лакея Саблезубого убить этого человека.
Некоторое время спустя, Ксавьер отправляет Шторм и Циклопа спасти Росомаху и Роуг от Саблезубого. Профессор высказывает мнение, что нападение было организовано Магнето, а предполагаемой целью был Росомаха. Он даёт Росомахе и Роуг крышу над головой в «Школа Ксавьера для одарённых детей» и обещает помочь Росомахе восстановить утраченные воспоминания, а сам пытается разобраться в замысле Магнето. Впоследствии Ксавьер берёт под контроль Саблезубого и Жабу и через них просит Магнето отказаться от своих действий против человечества. Ксавьер использует Церебро, чтобы найти Роуг, после того, как та покинула Особняк, однако устройство оказывается неисправным из-за махинаций Мистик. Когда Люди Икс и Росомаха останавливают Магнето, Ксавьер советует последнему отправиться на заброшенную военную базу около озера Алкали, где Логан сможет найти информацию о своём прошлом.
Узнав, что мутант Ночной Змей напал на президента Соединённых Штатов, Ксавьер отправляет Шторм и Джин Грей найти его и по возможности убедить присоединиться к ним. Ксавьер и Циклоп оставляют Росомаху ответственным за школу, в то время как сами навещают Магнето в пластиковой тюрьме, в которую он был помещён во время событий первого фильма. В камере Магнето Ксавьер узнаёт, что того допросил Уильям Страйкер, заставив рассказать всё о школе и Церебро. Ксавьер слишком поздно осознаёт, что это ловушка, и попадает в плен. Профессор приходит в себя в подземном испытательном центре Страйкера, будучи привязанным к стулу и прикреплённым к устройству, ограничивающему его умственные способности. Он остаётся в комнате с Джейсоном Страйкером, сыном Уильяма и могущественным иллюзионистом, который ранее учился в школе профессора Икс. Джейсон изображает себя испуганной маленькой девочкой в подсознании Ксавьера и заставляет его найти других мутантов с помощью Церебро. Джейсон обманом заставляет Ксавьера сосредоточиться на мутантах по всему миру, чтобы убить их. Тем не менее, появившийся Магнето по-прежнему сохраняет невосприимчивость к телепатическим способностям благодаря своему шлему и останавливает Джейсона лишь затем, чтобы Мистик обманула Джейсона и тот приказал Ксавьеру «убить всех людей». Тем не менее, Ночной Змей и Шторм выводят Ксавьера из-под действия иллюзии. Затем они отправляются в Вашингтон, чтобы предупредить президента о возможности войны между мутантами и людьми.
Ксавьер выражает беспокойство относительно горя Циклопа из-за смерти Джин и просит Шторм стать своей приемницей на посту главы школы в случае его смерти. Когда Шторм и Росомаха находят живую Джин и приносят её в Обосняк, Ксавьер вводит ей успокоительное и говорит Росомахе, что контролировал её силы с помощью психических барьеров с тех пор, как она была ребёнком, в результате чего у неё развилась вторая личность, известная как «Феникс». Когда Джин просыпается как Феникс и убегает, Ксавьер находит девушку в доме её родителей и пытается убедить её вернуться, однако Магнето настраивает нестабильную Джин против Профессора. Из-за этого Ксавьер теряет самообладание и говорит Джин, что она представляет опасность для всех, в том числе и для себя самой. Он упоминает, что Джин убила Циклопа, чтобы попытаться заставить её осознать сидящее внутри неё зло, но только сиильнее злит Феникса. После долгих споров Феникс проявляет свою силу, пытаясь удержать Ксавьера от восстановления психических барьеров. Разъярённая как попыткой Ксавьера проникнуть в её голову, так и словами Магнето, который намекает, что Ксавьер хочет сдержать её и дать ей «лекарство», она сначала поднимает свой дом в воздух, а затем испепеляет Ксавьера. Его смерть становится настоящей трагедией для учащихся, однако Шторм не позволяет закрыть школу и заменяет Ксавьера на посту директора. В сцене после титров Ксавьер обращается к Мойре МакТаггерт через тело человека в коме, подразумевая, что Феникс не убил его полностью. Ксавьеру удалось выжить, перенеся своё сознание в тело коматозного пациента. В комментариях к DVD выясняется, что тело на острове Мьюир принадлежит человеку по имени «П. Ксавьер». Один из сценаристов отметил, что этот персонаж — брат-близнец Ксавьера, который родился с мёртвым мозгом (из-за силы Профессора Икс). Поскольку П. Ксавьер родился с мёртвым мозгом и долгое время находился в коме, Чарльз Ксавьер оказывается не в состоянии ходить в теле своего брата и вынужден пользоваться своей старой инвалидной коляской.
Через два года после событий фильма «Росомаха: Бессмертный» 2013 года, Ксавьер, объединившись с Магнето, предупреждает Росомаху о надвигающейся катастрофе. К 2023 году большинство мутантов в мире было уничтожено Стражами, созданными благодаря изучению способностей Мистик. Узнав, что Китти Прайд овладела способностью проецировать сознание другого человека в прошлое, Ксавьер предлагает отправить его разум обратно в 1973 год, чтобы не дать Рэйвен убить Боливара Траска, что послужило отправной точкой для текущей обстановки в мире. Тем не менее, тело Ксавьера не смогло бы пережить этот процесс, в результате чего собравшиеся мутанты принимают решение отправить вместо него Росомаху. Когда Логан пытается убедить молодого Ксавьера из недавно сформированной реальности помочь ему изменить будущее, молодой Ксавьер получает возможность поговорить со своим будущим «я», используя Логана в качестве «моста», в то время как старший Ксавьер сподвигает свою молодую версию снова обрести веру. Некоторое время спустя, Стражи атакуют объединившихся мутантов, убив всю команду, несмотря на принятые ими контрмеры, чтобы выиграть достаточно времени для Китти и Логана. Тем не менее, Росомахе удаётся предотвратить наступление апокалиптического будущего, в результате чего Кавьер исчезает, наряду с другими оставшимися в живых мутантами.

### Обновлённый таймлайн
В 1973 году Логан навещает молодого Ксавьера, который, с момента основания Людей Икс, стал более зрелым и жестоким, отказавшись от своей мечты о мирном сосуществовании людей и мутантов после ухода его учеников на войну во Вьетнаме, в результате чего он начал вести затворнический образ жизни. Несмотря на паралич нижний части тела, Ксавьер восстановил свою подвижность благодаря сыворотке Хэнка Маккоя / Зверя, ценой подавления своей мутации. Поначалу он отказывается помогать Росомахе изменить грядущее апокалиптическое будущее, однако, желание защитить Рэйвен, ставшей причиной появления Стражей, а также новость о том, что в будущем он и Эрик примирились, заставляет его передумать. Вместе они освобождают Леншерра из тюрьмы, однако у того оказывается другое мнение касательно ситуации с будущим, поэтому он пытается убить Мистик, а затем решает устранить действующего президента. Молодой Чарльз, используя Логана в качестве «моста» разговаривает со своей старшей версией, которая убеждает его не терять надежды и вернуть веру в мирное существование между людьми и мутантами. Ксавьер отказывается от сыворотки и возвращает способности телепата, вновь став инвалидом. Когда Мистик готовится убить Боливара Траска, Чарльзу удаётся вразумить приёмную сестру, и та отказывается от мести. Таким образом, последующие 50 лет меняются и все погибшие Люди Икс из будущего (включая Циклопа и Джин Грей, которые ранее умерли в «Людях Икс: Последняя битва»), оказываются живы в изменённой временной шкале будущего. Кроме того, Ксавьер и Логан остаются единственными, кто знает подробности изменения хода истории.

Джеймс Макэвой в роли Чарльза Ксавьера / Профессора Икс в фильме «Люди Икс: Апокалипсис» 2016 года.

Несколько лет спустя, Ксавьер продолжает работать над налаживанием отношений между людьми и мутантами, сосредоточив все усилия на создании Института как более традиционной школы, намереваясь привлечь в школу и людей и мутантов, в то время как Зверь и Мистик готовятся к худшему раскладу. Ксавьер начинает обучать юную Джин Грей, в частности помогает ей обрести контроль над своими силами без телепатических барьеров. Также он принимает в школу Скотта Саммерса, брата своего старого друга Алекса Саммерса. Когда до Ксавьера доходят слухи о древнем мутанте, он вступает с ним в контакт при помощи Церебро. Это позволяет Апокалипсису управлять телепатией Ксавьера на расстоянии, использовав Профессора, чтобы заставить правительства запустить все свои ядерные ракеты, прежде чем телепортироваться в особняк, чтобы похитить Ксавьера. Тем не менее, Ксавьер использует возможность передать Джин личное сообщение с указанием своего местоположения. Апокалипсис пытается перенести свою сущность в тело Ксавьера, чтобы получить полный контроль над его телепатией. Энергетический щит переноса сознания сжигает волосы Ксавьера, когда тот пытается сбежать, после чего его спасает Ночной Змей. Во время более развернувшегося противостояния Ксавьер использует телепатическую связь между собой и Апокалипсисом, чтобы атаковать последнего на ментальном уровне, в то время как другие Люди Икс противостоят ему в реальном мире. В конце концов, Ксавьер лишь отвлекает внимание Эн Сабах Нура, дав Джин возможность использовать свою силу. В дальнейшем Ксавьер наблюдает за тренировкой сформированных Людей Икс в Комнате опасностей.
В начале 1990-х годов общественность наконец признаёт Людей Икс в качестве своих героев, вплоть до того, что президент просит их помощи в спасении экипажа вышедшего из строя космического шатла, в то время как Мистик выражает обеспокоенность тем, что Ксавьера больше волнует его нынешний статус знаменитости, нежели первоначальная цель наладить отношения между людьми и мутантами. Положение дел ухудшается, когда Джин поглощает таинственную космическую аномалию, которая практически уничтожает шаттл, повышая её и без того огромные силы и ставя под угрозу её психическое состояние. Джин обнаруживает, что её отец всё ещё жив вопреки заявлению Ксавьера о том, что она убила обоих родителей в автокатастрофе, вызванной активацией её способностей. Тем не менее, её отец отказался воссоединиться со своей дочерью. Психически нестабильная Джин уничтожает дом своего отца и случайно убивает Мистик, отчего Зверь отворачивается от Ксавьера и объединяет усилия с Магнето, чтобы отомстить Джин. Когда инопланетная раса во главе с Вук пытается получить контроль над силой Джин, чтобы с её помощью уничтожить население Земли и сделать из планеты свой новый дом, Люди Икс объединяются, чтобы защитить Грей. Благодаря этому Джин восстанавливает контроль над своим рассудком и уничтожает Вук, прежде чем покинуть Землю. Новым директором Института становится Зверь, и его переименовывают в «Школу для одарённых подростков имени Джин Грей», в то время как Чарльз и Эрик проводят время за игрой в шахматы.
К 2023 году к Чарльзу подходит Логан. На вопрос Ксавьера, почему тот не ведёт урок истории, Росомаха отшучивается, что ему необходима помощь в изучении истории начиная с 1973 года. Поначалу сбитый с толку, Чарльз понимает, что сознание Логана из оригинальной временной шкалы перенеслось в новую реальность. Поприветствовав старого друга Чарльз интересуется подробностями его последнего воспоминания.
В 2029 году большинство Людей Икс были непреднамеренно убиты Ксавьером в результате психического приступа, вызванного развитием болезни Альцгеймера, тогда как популяция мутантов сократилась из-за вируса корпорации «Alkali-Transigen». В этой вселенной 90-летний Профессор Икс 90 лет страдает от психического заболевания, из-за которого теряет контроль над мощнейшими телепатическими способностями во время припадков. Логан и Калибан выступают в роли защитников и опекунов Ксавьера. Ксавьер ощущает присутствие в Техасе другого мутанта по имени Лора, тесно связанную с Логаном, и они решают защитить её от Дональда Пирса и его приспешников. Вместе с остальными Ксавьер отправляется в Северную Дакоту, поскольку предыдущий опекун Лоры сообщил им об убежище для мутантов неподалёку от штата. Они укрываются в отеле в Оклахома-Сити, однако люди Пирса догоняют их и у Ксавьера случается её один припадок, в результате чего он телепатически замораживает всех находящихся поблизости от него людей до тех пор, пока Логан не приводит его в чувство антидотом. Трио в конечном итоге получает приют у фермерской семьи Мэнсонов после того, как Чарльз тайно помог им успокоить лошадей во время дорожно-транспортного происшествия. Когда Мэнсоны предлагают им еду и место для ночлега, Ксавьер говорит Логану о важности жизни и семьи. Позже той же ночью, в момент отсутствия Логана поблизости, Ксавьер осознаёт правду о своей причастности к гибели Людей Икс, и признаётся в своей вине человеку, которого он считает Логаном, однако рядом с ним оказывается Икс-24, идеальный клон Логана, который смертельно ранит Чарльза и убивает Мэнсонов. Логан отчаянно пытается спасти Ксавьера, но безуспешно. Его последними словами было название лодки, которую они собирались купить: «Искатель солнца». Впоследствии Логан со слезами на глазах хоронит своего старого наставника и друга.

## Альтернативные версии

### Земля-838
В этой реальности профессор Чарльз Ксавьер является лидером группы под названием Иллюминаты, выступая её старейшим членом. В прошлом, когда над вселенной нависла угроза Таноса, его товарищ по команде Доктор Стрэндж самонадеянно решил остановить Безумного титана в одиночку, что привело к уничтожению одной из реальностей Мультивселенной. Иллюминатам, в конечном итоге, удалось остановить Таноса с помощью книги Вишанти, однако, придя к выводу, что Доктор Стрэндж начал представлять ещё большую угрозу, они приняли решение убить его.
Когда на Землю-838 прибывает версия Стрэнджа из иной реальности, идентифицированной как Земля-616, Иллюминаты собираются вместе, чтобы определить судьбу пленённого мага и Америки Чавес, однако, их обсуждение прерывает атаковавшая штаб-квартиру Алая Ведьма с Земли-616, которая захватила тело Ванды Максимофф из их мира. В то время как другие члены группы отправляются на бой с ней, Чарльз указывает Стрэнджу местоположение книги Вишанти, после чего присоединяется к битве. Ксавьер пытается освободить подавленную личность Ванды Максимофф в её подсознании, однако появившаяся за его спиной Алая Ведьма сворачивает профессору шею.

## Критика и наследие
И Стюарт и Макэвой были удостоены положительных отзывов за роль Профессора The Hollywood Reporter поместил версию Макэвоя на 23-е место среди «величайших исполнителей в супергеройских фильмах в истории», а версию Стюарта — на 5-е. Томас Бэкон из Screen Rant назвал Ксавьер в исполнении Стюарта 3-м «лучшим актёром в супергеройских фильмах десятилетия». Среди «50 величайших супергероев в кино» по версии Rolling Stone Патрик  Стюарт занял 20-е место.

### Награды и номинации
| Награда                                 | Год  | Актёр          | Категория                                            | Фильм                     | Результат | Примечания |
| --------------------------------------- | ---- | -------------- | ---------------------------------------------------- | ------------------------- | --------- | ---------- |
| Сатурн                                  | 2001 | Патрик Стюарт  | Лучший актёр второго плана                           | «Люди Икс»                | Номинация | [ 50 ]     |
| Scream                                  | 2011 | Джеймс Макэвой | Лучший актёр фэнтези                                 | «Люди Икс: Первый класс»  | Номинация | [ 51 ]     |
| Scream                                  | 2011 | Джеймс Макэвой | Лучший супергерой                                    | «Люди Икс: Первый класс»  | Номинация | [ 51 ]     |
| People’s Choice Awards                  | 2012 | Джеймс Макэвой | Любимый супергерой                                   | «Люди Икс: Первый класс»  | Номинация | [ 52 ]     |
| Kids’ Choice Awards                     | 2017 | Джеймс Макэвой | Любимая команда                                      | «Люди Икс: Апокалипсис»   | Номинация | [ 53 ]     |
| Премия Ассоциации выбора критиков       | 2018 | Патрик Стюарт  | Лучший актёр второго плана                           | «Логан»                   | Номинация | [ 50 ]     |
| Общество кинокритиков Детройта          | 2018 | Патрик Стюарт  | Лучший актёр второго плана                           | «Логан»                   | Номинация | [ 50 ]     |
| Общество кинокритиков Хьюстона          | 2018 | Патрик Стюарт  | Лучший актёр второго плана                           | «Логан»                   | Номинация | [ 50 ]     |
| Общество кинокритиков Северной Каролины | 2018 | Патрик Стюарт  | Лучший актёр второго плана                           | «Логан»                   | Номинация | [ 50 ]     |
| Общество кинокритиков Северного Техаса  | 2018 | Патрик Стюарт  | Лучший актёр второго плана                           | «Логан»                   | Номинация | [ 50 ]     |
| Общество кинокритиков Феникса           | 2018 | Патрик Стюарт  | Лучший актёр второго плана                           | «Логан»                   | Номинация | [ 50 ]     |
| Сатурн                                  | 2018 | Патрик Стюарт  | Лучший актёр второго плана                           | «Логан»                   | Победа    | [ 50 ]     |
| Премия кинокритиков Сиэтла              | 2018 | Патрик Стюарт  | Лучший актёр второго плана                           | «Логан»                   | Номинация | [ 50 ]     |
| Teen Choice Awards                      | 2019 | Джеймс Макэвой | Лучший актёр научно-фантастических фильмов и фэнтези | «Люди Икс: Тёмный Феникс» | Номинация |            |

## Комментарии
1. 1 2 3 4  Эта версия персонажа появляется в оригинальной линии времени серии фильмов «Люди Икс».
2. 1 2 3 4  Эта версия персонажа появляется в переработанной линии времени серии фильмов «Люди Икс» после фильма «Люди Икс: Дни минувшего будущего» (2014).